# Sukkalampi
Sukkalampi är en sjö i kommunen Kuusamo i landskapet Norra Österbotten i Finland. Sjön ligger 240,5 meter över havet. Arean är 34 hektar och strandlinjen är 2,54 kilometer lång. Sjön  ingår i Ijo älvs huvudavrinningsområde.   Den ligger omkring 170 kilometer nordöst om Uleåborg och omkring 660 kilometer norr om Helsingfors. 